# Чихоткин, Виктор Фёдорович
Виктор Федорович Чихоткин (род. 23 сентября 1956) — советский и российский учёный в области геологоразведки, гидродинамики, геофизики, доктор технических наук (1998), профессор (2000).

## Биография
- 1975-1977 — председатель городского комитета по физкультуре и спорту г. Алатырь[2][3].
- 1979-1983 — работал в ряде геолого-разведочных экспедиций Казахстана буровым мастером, начальником бурового отряда, техническим руководителем экспедиции.
- 1983-1987 — старший инженер НОТ Алма-Атинского геологоремзавода.
- 1988 — окончил Казахский политехнический институт.
- 1987-1993 — инженер-конструктор, член совета директоров Алма-Атинского научно-технического центра творчества молодёжи.
- 1994-1995 — Генеральный директор Крымского завода промышленного инструмента.
- 1996 — получил учёную степень кандидата технических наук[4].
- 1998 — получил учёную степень доктора технических наук[5].
- 1998 — член-корреспондент РАЕН.
- 1998 — академик Международной академии минеральных ресурсов.
- 1998 — профессор кафедры разведочного бурения МГГА.
- 2000 — присвоено звание профессора.
- 2001 — академик РАЕН.
- 2003 — профессор кафедры «Геофизики и техники разведки» ЮРГТУ.
- 2005 — 2007 — главный научный сотрудник ЮНЦ РАН.
- 2009 — почётный профессор Китайского Государственного Геологического Университета.
- 2011 — особоназначенный профессор правительством КНР в провинции Хубэй, Китайский Геологический Университет.
- 2011 — особоназначенный правительством КНР международный эксперт-консультант.

## Общественное признание
- академик РАЕН
- академик Международной академии минеральных ресурсов.
- Лауреат премии МГГА (1998).
- Почетный знак РАЕН «За заслуги в развитии науки и экономики» (1999).
- Орден РАЕН «За пользу отечеству» им. В. Н. Татищева

## Научная деятельность
Область научных интересов — исследования и работа над созданием методик увеличения нефтеотдачи пластов, разработки и эксплуатации нефтяных и газовых месторождений; разработка научных основ процесса алмазного бурения и созданиях высокоэффективного алмазного породоразрушающего инструмента.
Чихоткин В. Ф.:
- разработал и создал ряд конструкций алмазного бурового инструмента, гидроциклонов для очистки промывочной жидкости от шлама[6];
- разработал методику исследования кавитационных полостей, возникающих при бурении, и обосновал зависимости их возникновения[7][8];
- разработал и предложил к использованию стенд — гидродинамическая труба — для изучения гидродинамических эффектов с унифицированным съёмным модулятором;
- разработал и обосновал характерные признаки параметрического ряда алмазных буровых коронок нового поколения, позволяющих рассматривать взаимосвязь конструктивно — технологических параметров показателей бурения[8].
- разработал и запатентовал алмазную буровую коронку носящую имя изобретателя — Алмазная буровая коронка Чихоткина[9].
- разработал, запатентовал и внедрил Способ алмазного бурения горных пород и устройство для его осуществления носящие имя изобретателя[10].

## Изобретения
1. Авторское свидетельство СССР 1530737 опубликовано 27.07.1987 Соавторы: Тлеулов М. Т., Аубакиров М. Т. Чихоткин В. Ф.
2. Авторское свидетельство СССР 1532678 опубликовано 30.12.1989 Соавторы: Аубакиров М. Т., Кабдулов С. З., Чихоткин В.Ф, Карабаев Т. Е.
3. Авторское свидетельство СССР 1617241 опубликовано 30.12.1990 Соавторы: Ежиков А. В., Тузов Ю. Г.,Чихоткин В.Ф, Аубакиров М.Т,Ежиков А. В.
4. Авторское свидетельство СССР 1643702 опубликовано|23.04.1991 Соавторы: Чихоткин В. Ф., Тузов Ю.Г, Овсянкин Л. И..
5. Авторское свидетельство СССР 1686115 опубликовано 23.10.1991 Соавторы: Тлеуов М. Т., Богданов Р.К, Фадеев В. Ф.,Чихоткин В.Ф,Тлеуова Н. М.
6. Авторское свидетельство СССР 1687767 опубликовано 30.10.1991 Соавторы :Чихоткин В. Ф., Тлеуов М. Т., Тузов Ю. Г.
7. Авторское свидетельство СССР 1716073 опубликовано 28.02.1992 Соавторы :Чихоткин В. Ф., Тузов Ю. Г., Галеев Б. Х.
8. Авторское свидетельство СССР 1717282 опубликовано 07.03.1992 Соавторы: Чихоткин Ф. И.,Чихоткин В.Ф, Ежиков А. В., Тлеуов М. Т.
9. Авторское свидетельство СССР 1810514 опубликовано 23.04.1993 АВТОР Чихоткин В.Ф
10. Патент РФ 2007541 опубликован 15.02.1994 Соавторы: Чихоткин В. Ф., Чихоткин Ф. И., Жигунов Х. Х., Куашев В. Б., Сахтуева М. Т., Бобровский С.А
11. Патент РФ 2007542 опубликован 15.02.1994 Соавторы: Чихоткин В. Ф., Чихоткин Ф.И
12. Патент РФ 2023858 опубликован 30.11.1994 Соавторы: Чихоткин В. Ф., Чихоткин Ф. И.
13. Патент РФ 2255199 опубликован 08.07.2003 Соавторы: Третьяк А. Я., Чихоткин В. Ф., Павлунишин П. А., Рыбальченко Ю. М., Мельников А. А., Коваленко А. С., Чикин А.В
14. Патент РФ 2310732 опубликован 16.01.2006 Соавторы: Третьяк А. Я., Чихоткин В. Ф., Литкевич Ю. Ф., Асеева А. Е.
15. Патент РФ 2360797 опубликован 06.09.2007 Соавторы: Чихоткин В. Ф., Ливада Е. И., Благодырев А.В
16. Патент РФ 2419539 опубликован 03.09.2009 Соавторы: Чихоткин В. Ф., Нефёдов П. В.

## Публикации

### Монографии
1. Чихоткин В.Ф. Создание эффективного бурового алмазного инструмента на основе изучения процесса взаимодействия его с горной породой : диссертация ... кандидата технических наук : 05.15.14. — Днепропетровск, 1996. — 143 с.
2. Чихоткин В.Ф. Создание эффективного бурового алмазного инструмента на основе изучения процесса взаимодействия его с горной породой : автореферат дис. ... кандидата технических наук : 05.15.14. — Днепропетровск, 1996. — 16 с.
3. Чихоткин В.Ф. Разработка основных положений процесса алмазного бурения с целью создания высокоэффективного алмазного породоразрушающего инструмента: диссертация ... доктора техн. наук (в форме науч. докл.): 05.15.14. — М.: Моск. гос. геологоразвед. акад., 1998. — 136 с.
4. Чихоткин В.Ф. Разработка основных положений процесса алмазного бурения с целью создания высокоэффективного алмазного породоразрушающего инструмента: автореферат дис. ... д-ра техн. наук (в форме науч. докл.): 05.15.14. — М.: Моск. гос. геологоразвед. акад., 1998. — 135 с.
5. Третьяк А.Я., Чихоткин В.Ф., Павлунишин П.А. Техника и технология сооружения гидрогеологических скважин. — Ростов на Дону: ЮНЦ РАН, 2006. — 408 с. — ISBN 5-902982-15-4.
6. Чихоткин В.Ф., Богданов, Р.К., Закора, А.П. Ресурсосберегающая технология алмазного бурения в сложных геологических условиях. — М.: ВНИИОЭНГ, 1997. — 329 с.
7. Чихоткин В.Ф. Исследование техники и технологии бурения геолого-разведочных скважин и разработка нового поколения алмазного породоразрушающего инструмента. — М.: ВНИИОЭНГ, 1997. — 240 с.
8. Чихоткин В.Ф. Исследование призабойных процессов в алмазном бурении. — М.: ВНИИОЭНГ, 1998. — 143 с.

### Учебные пособия
1. Гукасов Н.А., Блюховецкий О.С., Чихоткин В.Ф. Гидродинамика в разведочном бурении: учеб.пособие для вузов по спец.: "Технология и техника разведки месторождений полез. ископаемых", "Открытые горн. работы". — М.: Недра, 1999. — 304 с. — ISBN 5-8365-0019-3.
2. Третьяк А.Я., Чихоткин В.Ф., Рыбальченко Ю.М. Разработка и эксплуатация нефтяных и газовых месторождений: учебное пособие. — Новочеркасск: ЮРГТУ, 2005. — 205 с. — ISBN 5-88998-488-8.
3. Тертьяк А.Я., Зиновьев В.В., Чихоткин В.Ф. Методы увеличения нефтеотдачи пластов: учебно-методическое пособие. — Новочеркасск: ЮРГТУ, 2005. — 227 с.
4. Чихоткин В.Ф., Соловьев Н.В, Ганджумян Р.А. Конструирование алмазного инструмента. Менеджмент алмазного производства: учебно-методическое пособие. — М.: МГГА, 1999. — 133 с.
5. Чихоткин В.Ф., Власюк В.И. Технологический менеджмент производства алмазного породоразрушающего инструмента: учебно-методическое пособие. — М.: МГГА, 2000. — 87 с.

### Статьи в журналах из перечня ведущих научных журналов и изданийВАК Минобрнауки России
1. Третьяк А.Я., Чихоткин В.Ф., Литкевич Ю.Ф., Асеева А.Е. Метод расчета осевой нагрузки и механической скорости бурения двухъярусного долота режущего типа Д-2ВВ // Строительство нефтяных и газовых скважин на суше и на море. — 2006. — № 3. — С. 13—18. — ISSN 0130-3872.
2. Чихоткин В.Ф., Третьяк А.Я., Литкевич Ю.Ф., Бурда М.Л. Скважинная гидродобыча - инновационное развитие разработки полезных ископаемых // Интеграл. — 2007. — № 3. — С. 22—23. — ISSN 2074-0077.
3. Чихоткин В.Ф., Чихоткин А.В. Научно-промышленная политика - важный стимул инновационного развития России // Интеграл. — 2007. — № 3. — С. 56. — ISSN 2074-0077.
4. Третьяк А.Я., Чихоткин В.Ф. Скважинная гидродобыча железных руд на гостищевском месторождении КМА // Горный информационно-аналитический бюллетень : научно-технический журнал. — 2007. — № 10. — С. 223—225. — ISSN 0236-1493.
5. Чихоткин В.Ф., Третьяк А.Я., Рыбальченко Ю.М., Бурда М.Л. Буровой раствор и управление его реологическими свойствами при бурении скважин в осложненных условиях // Бурение и нефть. — 2007. — № 7—8. — С. 58—60. — ISSN 2072-4799.
6. Третьяк А.Я., Чихоткин В.Ф., Рыбальченко Ю.М., Чикин А.В. Повышение продуктивности добывающих скважин на леоновском газонефтяном месторождении // Известия высших учебных заведений. Северо-Кавказский регион. Серия: Технические науки. — 2004. — № 2. — С. 67—69. — ISSN 0321-2653.

## Личная жизнь
Женат. Имеет двоих детей. Жизненное кредо: «Мое призвание — большая наука!».